# Эртель (дворянский род)
Эртель (нем. Ertel) — дворянский род.
В Гербовник внесены две фамилии Эртель:
1. Фридрих Эртель, из прусских дворян, пожалованный в дворянское достоинство Российской Империи в 1828 г. (Герб. X, 121).
2. Потомство Василия Андреевича Эртель, утвержденного в дворянстве в 1844 году (Герб. XIII, 81).

В Именном Высочайшем указе, данном Правительствующему Сенату 14 Января 1828 года изображено: «Во уважение заслуг покойного Генерала от Инфантерии Фёдора, Всемилостивейше жалуем родному брату его из Прусских дворян Коллежскому Регистратору Фридриху Эртелю дворянское Российской Империи достоинство, на что в 7 день Января 1829 года Всемилостивейше пожалован герб».

## Описание герба
Щит разделён на две части, из коих в верхней в красном поле два чёрных орлиных крыла, а в нижней части, в зелёном поле тигровая голова.
Щит увенчан дворянским шлемом и короною с тремя на оной страусовыми перьями. Намёт на щите красный и зелёный, подложенный серебром.